# Markedskors
Et markedskors eller på skotsk mercat cross, er en strukur til at markere en markedsplads i en købstad, der der historisk har haft ret til at afholde regelmæssige markeder tildelt af en monark, biskop eller baron. Markedskors var oprindeligt en karakteristisk tidlig middelalderlig insulær kunstform af fristånde stenstukturer eller stenkors, der ofte var rigt udskårn og dekorerede, som går tilbage til 600-tallet Markedskors findes i dag i købstæder i hele Storbritannien. Britiske emigranter opførte også markskors i deres nye byer og der an findes adskillige i både Canada og Australien.
Markedskorsene har en række forskellige udformninger som spir, obelisker eller kors, der er almindelige i mindre købstæder som f.eks. Stalbridge, Dorset, til store ornamenterede strukturer som Chichester Cross eller Malmesbury Market Cross. De kan også være opført i træ som f.eks. i Wymondham, Norfolk.

## Byer og landsbyer i Storbritannien med markedskors

### A
- Aberdeen
- Alfriston[1]
- Alnwick[2]
- Alston[3]
- Ambleside
- Ashbourne
- Askrigg[4]

### B
- Banbury
- Barnard Castle[5]
- Bedale[6]
- Belford
- Beverley[7]
- Bingham[8]
- Binham
- Boroughbridge
- Bovey Tracey
- Bungay
- Burnley[9]
- Bedlington[10]
- Bury St. Edmunds[11]
- Buxton[12]

### C
- Carlisle[13]
- Castle Combe
- Chapel-en-le-Frith[14]
- Cheddar[15]
- Chester
- Chichester[16]
- Chipping Sodbury
- Colne[17]
- Clowne[18]
- Corby Glen
- Corfe Castle
- Coventry
- Crich
- Cricklade
- Culross

### D
- Darlington
- Devizes
- Dunstable
- Yarn Market, Dunster

### E
- Edinburgh
- Easingwold
- East Hagbourne
- Elstow
- Epworth

### F
- Frome

### G
- Glasgow
- Glastonbury
- Grantham
- Guisborough
- Garstang

### H
- Harringworth
- Helmsley
- Henley-in-Arden
- Hereford
- Higham Ferrers
- Highburton
- Howden
- Holsworthy
- Holt
- Huddersfield

### K
- Keighley
- Kirkby in Ashfield
- Kirkby Lonsdale
- Kirkby Malzeard

### L
- Leicester
- Leighton Buzzard
- Lerwick

### M
- Maiden Newton
- Market Deeping
- Malmesbury
- Masham
- Maybole
- Mildenhall
- Milnthorpe
- Minchinhampton

### N
- Newport
- North Walsham
- New Buckenham
- Northallerton

### O
- Oakenshaw
- Oakham

### P
- Pembroke[19]
- Poulton-le-Fylde

### R
- Repton
- Ripon
- Rothesay

### S
- Saffron Walden
- Salisbury
- Selby
- Shap
- Shepton Mallet
- Somerton
- Spilsby
- St Albans
- Stalbridge
- Stamfordham
- Stow-on-the-Wold
- Stretham
- Sturminster Newton
- Swaffham
- Swinton (Berwickshire)

### W
- Wells
- West Burton
- Wigtown (x2)
- Winchester
- Witney
- Wymondham

- Chichester
- Shepton Mallet
- Bedale
- Highburton
- Aberdeen
- Wymondham
- Maybole
- Salisbury